# 白钟杜鹃
白钟杜鹃（学名：Rhododendron tsariense）为杜鹃花科杜鹃花属下的一个种。

## 扩展阅读
- 維基物種上的相關：白钟杜鹃